# Chandelier
"Chandelier" er en sang af den australske musiker Sia fra hendes sjette studiealbum, 1000 Forms of Fear (2014). Sangen er skrevet af Sia og Jesse Shatkin og produceret af Shatkin og Greg Kurstin. Sangen blev udgivet den 17. marts 2014 som første single fra albummet. Det er en electropopsang, og byder på påvirkninger fra electronica, R&B og reggae. Lyrisk har sangen en melankolsk tema med nærmere oplysninger om demoralisering og rationalisering af alkoholisme gennem den typiske tankegang af en "festpige".
Efter sin udgivelse har "Chandelier" overvejende fået positive anmeldelser fra musikkritikere, der roste Sias sangskrivning og hendes vokal. Kommercielt har den været i top fem på hitlisterne i lande som Australien, Italien, Norge, Polen, New Zealand og Storbritannien. På den amerikanske Billboard Hot 100, har sangen toppet som nummer 8, som blev Sias første top ti single, som den ledende kunstner på hitlisten. Sporet blev certificeret tredobbelt platin af Australian Recording Industry Association (ARIA) og platin med Recorded Music NZ (RMNZ).
Musikvideoen til sangen blev instrueret af Sia og Daniel Askill, mens den blev koreograferet af Ryan Heffington. Den er med Maddie Ziegler, en ung danser, der udfører koreografien. Til støtte for singlen og 1000 Forms of Fear optrådte Sia med "Chandelier" på The Ellen DeGeneres Show, Late Night with Seth Meyers og Jimmy Kimmel Live! med Ziegler som danser. Sia sang også sangen på Dancing With The Stars ledsaget af danserne Ziegler og Allison Holker.